# مامادو كيتا
مامادو كيتا (بالفرنسية: Mamadou Keïta)‏ هو لاعب كرة قدم ومدرب كرة قدم مالي في مركز حراسة المرمى، ولد في 20 أكتوبر 1947 في باماكو في مالي، وتوفي في 9 أبريل 2008 في مالي. شارك مع منتخب مالي لكرة القدم. أما مع النوادي، فقد لعب مع الملعب المالي.

## وصلات خارجية
- مامادو كيتا على موقع قاعدة بيانات كرة القدم.إي يو (الإنجليزية)
- مامادو كيتا على موقع عالم كرة القدم.نت (الإنجليزية)